# 羽曳野市立高鷲中学校
羽曳野市立高鷲中学校（はびきのしりつ たかわしちゅうがっこう）は、大阪府羽曳野市にある公立中学校。
1947年に当時の南河内郡高鷲村に創立した中学校を起源とする。以前は現在の羽曳野市立高鷲北小学校の場所に校舎があったが、1979年に現在地に移転している。

## 沿革
- 1947年4月1日 - 高鷲村立中学校として開校。
- 1955年4月1日 - 町制施行により、高鷲町立中学校と改称。
- 1956年9月30日 - 合併で南大阪町になったことに伴い、南大阪町立高鷲中学校と改称。
- 1959年1月16日 - 市制施行により、羽曳野市立高鷲中学校と改称。
- 1972年4月1日 - 羽曳野市立羽曳野中学校を分離。
- 1977年4月1日 - 羽曳野市立高鷲南中学校を分離。
- 1979年9月 - 現在地に移転

## 出身者
- まこと（シャ乱Q）
- 広河隆一（ジャーナリスト、戦場カメラマン、政治活動家）
- 笑福亭仁智（落語家）
- 辻直人（プロバスケットボール選手、日本代表）

## 交通
- 近鉄南大阪線　高鷲駅